# جريدة أبو حمد
جريدة أبو حمد هي صحيفة عراقية، فكاهية اسبوعية، صدرت في بغداد، لصاحبها عبد القادر المميز، ومديرها المسؤول نبيه المميز، صدر العدد الاول منها يوم الخميس 28 جمادى الثانية 1352ه‍،
الموافق
19 أكتوبر/تشرين الأول عام 1933م، وبقيت مستمرة حتى عام 1936م، حيث صدر العدد الاخير منها في 10 ديسمبر/كانون الأول 1936م.